# Wet werk en inkomen kunstenaars

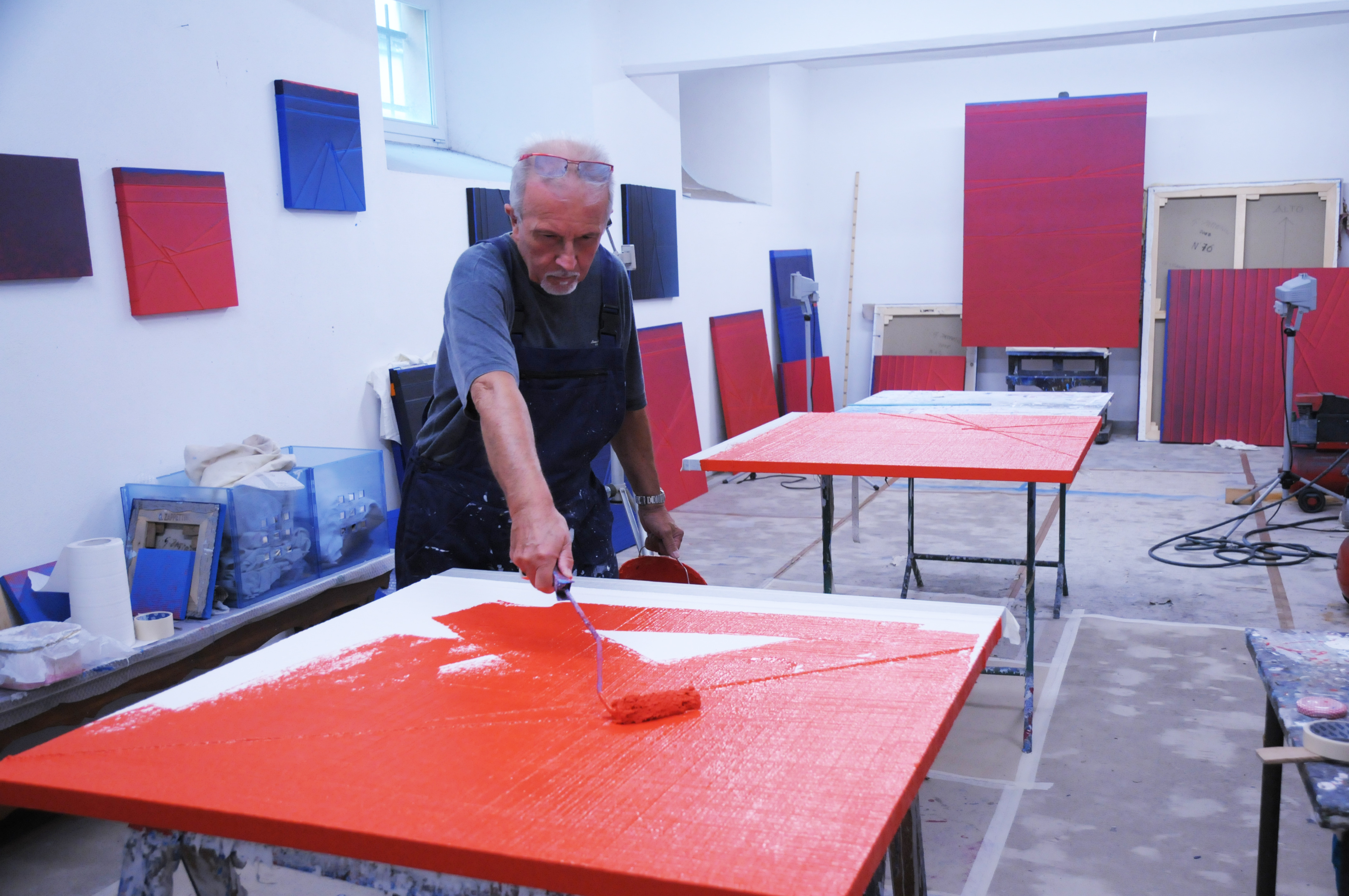
Beeldend kunstenaar aan het werk

"WIK" verwijst door naar deze pagina en kan ook betrekking hebben op werkinstructiekaarten
De Nederlandse Wet werk en inkomen kunstenaars (WWIK) was een wet die van kracht was van 1 januari 2005 tot 1 januari 2012. Hij bood kunstenaars de mogelijkheid om binnen een periode van tien jaar maximaal vier jaar een aanvulling op hun inkomen te krijgen, als zij met hun artistieke werk niet in hun levensonderhoud konden voorzien. De wet volgde op de Wet inkomensvoorziening kunstenaars (WIK) en de Beeldende Kunstenaars Regeling.

## Regeling
De WWIK bood kunstenaars een basisinkomen dat op 70% van het bijstandsniveau lag. Ze mochten echter wel, in tegenstelling tot de bijstand, tot een bepaald bedrag (125% van het bijstandsniveau) bijverdienen. Er werd elk jaar gekeken of de kunstenaar voldoende initiatieven ondernam om zijn of haar werk te promoten.

### Aanvraagprocedure

#### Rechtmatigheidsonderzoek
Een aanvraag voor een WWIK-uitkering kon worden gedaan bij de Sociale Dienst van een van de twintig centrumgemeenten die de WWIK uitvoerden. De Sociale Dienst onderzocht of de aanvrager recht heeft op de WWIK. In het rechtmatigheidsonderzoek werd het inkomen of vermogen van de aanvrager gecontroleerd.

#### Beroepsmatigheidsadvies
De stichting Cultuur-Ondernemen in Amsterdam onderzocht vervolgens of de aanvrager 12 maanden voorafgaand aan de aanvraag beroepsmatig als kunstenaar had gewerkt. Cultuur-Ondernemen is de nieuwe naam van Kunstenaars&CO. Kunstenaars&CO was door de minister aangewezen als instelling die gemeenten adviseerde omtrent het beroepsmatig kunstenaarschap van personen die een WWIK-uitkering aanvroegen.
Een aanvrager kon op twee manieren in de WWIK komen:
- Als zijinstromer. Een zijinstromer was een kunstenaar die al beroepsmatig werkte of iemand die langer dan 12 maanden geleden was afgestudeerd aan een kunstacademie. In dit geval moest de aanvrager aan de inkomenseis voldoen én beroepsmatig zijn. De inkomenseis hield in dat de aanvrager aan moest tonen dat hij in de 12 maanden voorafgaand aan de WWIK-aanvraag € 1.200 exclusief btw en directe beroepskosten had verdiend uit kunst.
- Als academieverlater. Een academieverlater was iemand die binnen één jaar na het afstuderen aan een kunstacademie de WWIK aanvroeg. Als de aanvrager beschikte over een voor de WWIK erkend diploma dan hoefde niet te worden voldaan aan de inkomenseis.

Als voldaan was aan de eisen bracht de Stichting Cultuur-Ondernemen een beroepsmatigheidsadvies uit aan de gemeente.

### Progressie-eis
Elk jaar moest de kunstenaar meer gaan verdienen om het recht op uitkering te behouden. Dit noemde men de zogenaamde progressie-eis. Voor het jaar 2006 was deze progressie-eis bijvoorbeeld:
- € 1200,- bij aanvang WWIK (entree-eis)
- € 2800,- na 12 maanden WWIK (de 1e trede)
- € 4400,- na 24 maanden WWIK (de 2e trede)
- € 6000,- na 36 maanden WWIK (de 3e trede)

## Beëindiging
De Wet Werk en Inkomen Kunstenaars is per 1 januari 2012 ingetrokken. Daarmee kwam een einde aan de uitzonderingspositie van kunstenaars in de sociale zekerheid. De Ministerraad ging op 17 december 2010 akkoord met het wetsvoorstel tot ‘Intrekking van de Wet werk en inkomen kunstenaars’. Dit wetsvoorstel is op 18 maart 2011 naar de Tweede Kamer gestuurd, waarna op 20 december ook de Eerste Kamer ermee instemde.
Volgens het kabinet paste het niet dat voor kunstenaars andere regels golden dan voor de overige ondernemers of werknemers. Ook vond het kabinet dat de sociale zekerheid alleen bestemd was voor mensen die echt niet konden werken. Kunstenaars die na 1 januari 2012 niet genoeg inkomsten kunnen opbouwen met hun werk, worden volgens het voorstel net als anderen geacht actief naar ander werk te zoeken. Daarbij gelden de criteria van het Besluit bijstandverlening zelfstandigen (Bbz). In deze uitwerking van de WWB-regels worden voor zelfstandigen voorwaarden gesteld zoals het urencriterium en de levensvatbaarheid van de onderneming. Kunstenaars kunnen zich, evenals andere startende zelfstandigen, gedurende een voorbereidingsjaar met behoud van uitkering oriënteren op het ondernemerschap. Dit kan alleen als de gemeente van oordeel is dat het starten van een zelfstandig beroep als kunstenaar de snelste weg uit de uitkering is.
In 2010 maakten 3500 kunstenaars en creatieven gebruik van de inkomensregeling.

### Overgangsregeling
De intrekkingswet voorzag niet in een overgangsregeling. In kort geding was de voorzieningenrechter van de Rechtbank 's-Gravenhage echter van oordeel dat, ondanks de wide margin of appreciation die de Staat toekomt, de Staat niet op toereikende wijze had vorm gegeven aan de beginselen van proportionaliteit en subsidiariteit, waar het gaat om kunstenaars die vóór 1 januari 2012 reeds een uitkering ontvingen op grond van de WWik, nu er niet was voorzien in enig overgangsrecht; de voor deze groep personen gehanteerde overgangstermijn was voor de betreffende kunstenaars volstrekt onvoldoende geweest om hun beroepspraktijk aan de nieuwe situatie aan te passen; dit leidde tot de conclusie dat de intrekkingswet jegens hen onmiskenbaar onverbindend was wegens strijd met artikel 1 van het Eerste Protocol van het Europees Verdrag voor de Rechten van de Mens (EP). De rechter gebood de Staat de intrekkingswet buiten werking te stellen voor zover die betrekking had op uitkeringsrechtigden die reeds vóór 1 januari 2012 een WWik-beschikking hadden ontvangen en hun rechten op grond van die beschikking nog niet hadden verbruikt, totdat de Staat had voorzien in adequaat overgangsrecht. Zolang die regeling er niet is, behouden zij dus hun rechten.
Dit liet onverlet dat nieuwe WWIK-toekenningen sinds 1 januari 2012 niet meer werden gedaan.
Staatssecretaris De Krom van Sociale Zaken en Werkgelegenheid gaat in beroep tegen het vonnis van de rechter. Intussen kwam er wel een overgangsregeling tot 1 juli 2012.

### Overheidsbezuiniging
De intrekking van de WWIK brengt financiële effecten met zich, omdat de aan de regeling verbonden uitkeringslasten en uitvoeringskosten komen te vervallen. In 2011 ging het hierbij om € 26 miljoen aan uitkeringslasten en € 5 miljoen aan uitvoeringskosten. Van laatstgenoemde kosten ging € 3 miljoen naar de 20 centrumgemeenten die de WWIK uitvoeren en € 2 miljoen naar de Stichting Cultuur-Ondernemen voor de uitvoering van de beroepsmatigheidsonderzoeken. Hier tegenover staat een voorziene toename van € 21 miljoen aan uitkeringslasten en € 2 miljoen aan uitvoeringskosten per jaar voor de WWB. Met het vervallen van de WWIK wordt dus een overheidsbesparing voorzien van € 8 miljoen per jaar.